# Charbonnières-les-Varennes
Charbonnières-les-Varennes – miejscowość i gmina we Francji, w regionie Owernia-Rodan-Alpy, w departamencie Puy-de-Dôme.
Według danych na rok 1990 gminę zamieszkiwało 1177 osób, a gęstość zaludnienia wynosiła 37 osób/km² (wśród 1310 gmin Owernii Charbonnières-les-Varennes plasuje się na 183. miejscu pod względem liczby ludności, natomiast pod względem powierzchni na miejscu 186.).